# Religion en Colombie
La religion en Colombie a historiquement été une question épineuse au sein des élites dirigeantes. Deux courants se sont souvent opposés sur cette question, menant à de nombreuses guerres civiles. D'un côté, les bolivaristes (regroupés ensuite au sein du parti conservateur colombien) souhaitaient faire du catholicisme la religion officielle, accordant de larges pouvoirs à l'Église, notamment en ce qui concerne l'éducation. De l'autre, les santandéristes (regroupés au sein du parti libéral colombien) étaient au contraire laïcs voire anticléricaux. Ainsi, au gré des changements constitutionnels initiés par le groupe au pouvoir, la Colombie a été tour à tour un pays catholique ou laïque.

## Liberté de culte en Colombie
La constitution de 1991, bien qu'elle fasse référence à Dieu dans son préambule, reconnait par ses articles 13 et 19 la liberté de culte et l'absence de discrimination fondée sur la pratique religieuse,.

« Artículo 13.- Todas las personas nacen libres e iguales ante la ley, recibirán la misma protección y trato de las autoridades y gozarán de los mismos derechos, libertades y oportunidades sin ninguna discriminación por razones de sexo, raza, origen nacional o familiar, lengua, religión, opinión política o filosófica.
El Estado promoverá las condiciones para que la igualdad sea real y efectiva y adoptara medidas en favor de grupos discriminados o marginados.
El Estado protegerá especialmente a aquellas personas que por su condición económica, física o mental, se encuentren en circunstancia de debilidad manifiesta y sancionará los abusos o maltratos que contra ellas se cometan. »

« Artículo 19.- Se garantiza la libertad de cultos. Toda persona tiene derecho a profesar libremente su religión y a difundirla en forma individual o colectiva.
Todas las confesiones religiosas e iglesias son igualmente libres ante la ley. »

## Christianisme

### Catholicisme romain
Le catholicisme romain demeure la principale religion du pays : 93 % des habitants s'en réclament. Au fil des siècles, de nombreuses cathédrales ont ainsi été bâties, tant durant la domination espagnole qu'après l'indépendance.
La religion est un thème central de la vie politique du pays. Au XIXe siècle, plusieurs guerres civiles ont été suscitées par des questions religieuses, et de la fin du XIXe siècle à 1930, l’archevêque de Bogotá devait donner son placet au candidat présidentiel du parti conservateur. L’Église maintient une position intransigeante à l’égard des libéraux au moment de leur retour au pouvoir en 1930, et des courants radicaux appellent à la « guerre sainte » contre les libéraux pendant la période connue comme La Violencia (1946-1958),.
La Constitution de 1886, en vigueur jusqu'en 1991, reconnait le catholicisme comme « un élément essentiel de l'ordre social » et en fait la religion d’État, lui assurant un quasi-monopole sur l'éducation. L'Église se voit en outre exonérée d’impôts et reçoit une rente que lui procure l’État. En 1850, elle est propriétaire du tiers de la superficie du pays, notamment des meilleurs terres agricoles.

### Protestantisme
Le protestantisme est présent à travers divers courants évangéliques, pentecôtistes et néo-pentecôtistes, mais aussi presbytériens, épiscopaux, anglicans, baptistes, mennonites ou méthodistes.
La Confession baptiste colombienne a ses origines dans une mission américaine du Conseil de mission internationale en 1941 . Elle est officiellement fondée en 1952 sous le nom de Convention baptiste colombienne . En 2023, elle disait avoir 202 églises et 21,844 membres.
Le Conseil des Assemblées de Dieu de Colombie, une confession chrétienne évangélique pentecôtiste, a été fondé en 1958, avec 18 missionnaires, pasteurs, ouvriers et délégués . En 2019, il comptait 1,204 églises et 356,398 membres .
Des partis politiques ont été créés dans les rangs des mouvements pentecôtistes, et les « megachurchs » reçoivent régulièrement la visite des candidats aux élections. Certaines décisions politiques restent largement influencées par des intérêts religieux.
Les protestants ont subi des persécutions dans les années 1950, sous le régime ultraconservateur de Laureano Gómez.

## Islam

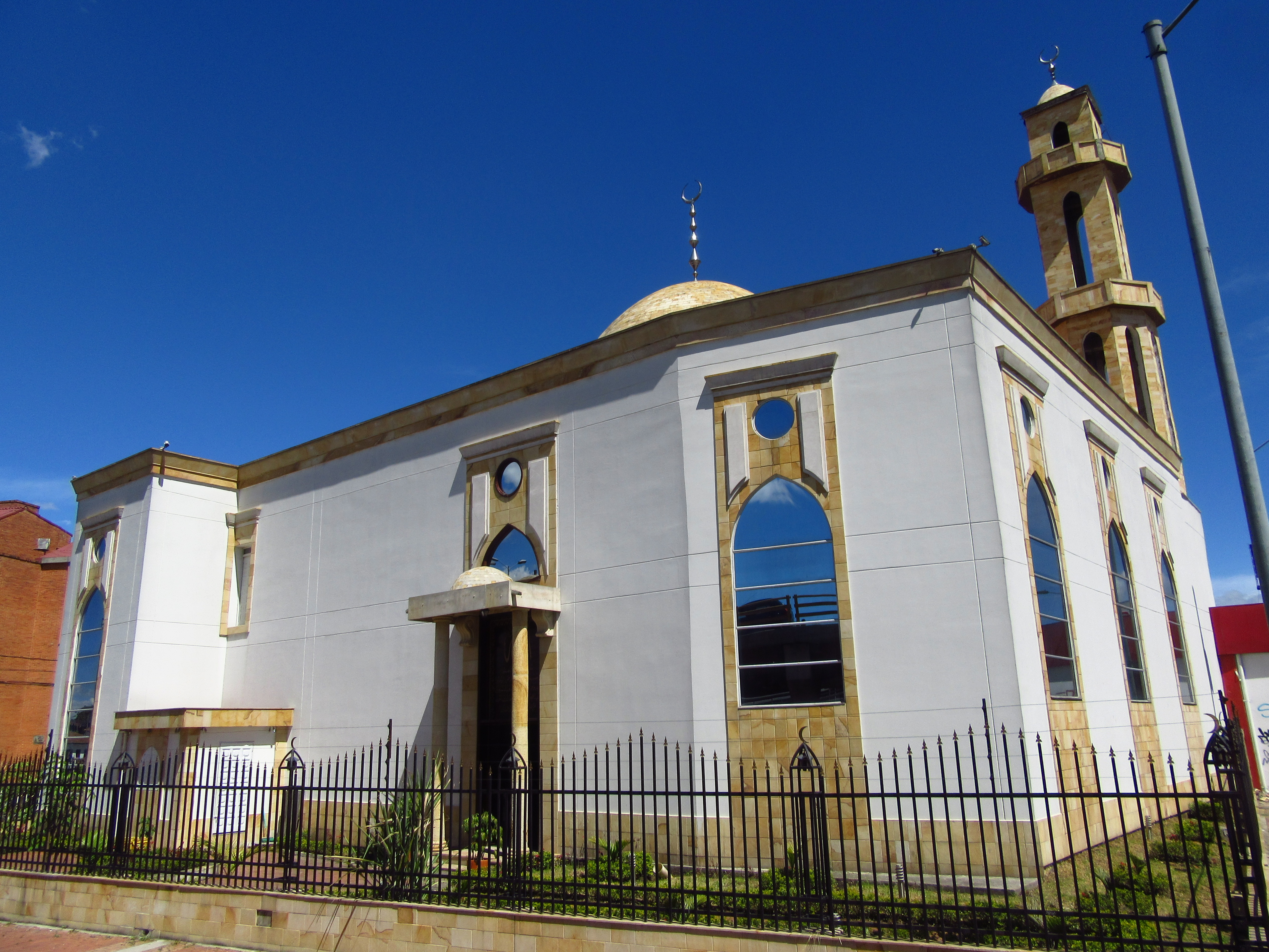
Mosquée Abou Bakr Alsiddq à Bogotá.

La date de l’apparition de l'islam en Colombie est incertaine. Il est supposé qu'il fut importé par les esclaves que les Espagnols amenaient d'Afrique. Cependant, comme ces esclaves n'avaient pas la liberté de pratiquer leur culte et qu'ils se trouvaient confrontés à l'Inquisition, la pratique de l'islam disparut peu à peu de Nouvelle-Grenade.
À la fin du XIXe siècle et au début du XXe siècle, une migration venue du Proche-Orient (Syrie, Palestine, Liban, etc.), alors sous domination ottomane, réintroduisit l'islam dans le pays, principalement sur le littoral de la mer des Caraïbes. 
Comme les liens avec le monde arabe étaient faibles et qu'il était difficile pour cette population de s'intégrer dans un pays très majoritairement catholique, des centres islamiques furent créés à Maicao, Buenaventura, San Andrés, Barranquilla, Carthagène des Indes, Santa Marta, Valledupar, Cúcuta, Cali et San Juan de Pasto. La mosquée Omar Ibn Al-Jattab, principale mosquée du pays, se trouve dans la municipalité de Maicao, dans le département de La Guajira, où se trouve également le principal centre islamique du pays, le collège Dar el Arkam. Une autre mosquée se trouve à San Andrés.
Le nombre de musulmans en Colombie est approximativement de 15 000.

## Judaïsme
Le judaïsme apparaît en Nouvelle-Grenade (actuelle Colombie) au XVIIe siècle. Il existe alors à Carthagène des Indes une petite communauté de Juifs marranes portugais qui sont par la suite annihilés par l'Inquisition. 
Après l'indépendance, en récompense de leur aide, Simón Bolívar offre aux Juifs le droit de s'installer dans le nouvel État, en leur garantissant la liberté religieuse et l'égalité des droits civils et politiques. Des familles juives de Curaçao s'établissent alors dans la ville portuaire de Barranquilla. Ils se spécialisent dans le commerce maritime et le transport fluvial sur le río Magdalena, fondent la première banque de la ville, créent le premier cimetière juif en terre colombienne en 1832 et font même élire l'un des leurs comme gouverneur de la province en 1854. Cependant, au début du XXe siècle, cette communauté sépharade caribéenne a, à l'exception de quelques familles demeurées fidèles à leurs traditions, quasiment disparu à Barranquilla, par assimilation et conversion, et l'on compte moins de 200 Juifs à Bogota.
Dans les années 1930, une nouvelle vague d'immigration juive arrive d'Europe, principalement de Pologne et de Russie soviétique. Ils fondent la première institution juive, le Centre israélite de Bogotá, la première école communautaire, ainsi que le cimetière juif de la ville, classé monument national en 1998. Dans les années 1940 ils sont rejoints par des juifs venus d'Allemagne qui ont leur propre organisation communautaire, l'association Montefiore. Juifs ashkénazes, ils sont rejoints après la fin de la Seconde Guerre mondiale par d'autres juifs européens rescapés de la Shoah. En 1946 arrive le premier rabbin en Colombie, Eliezer Roitblat. Dans les années 1950, une communauté juive sépharade issue principalement de Syrie, de Turquie et d'Égypte se forme en Colombie.
De nos jours, la population juive en Colombie, estimée à 4 400 personnes, est répartie à parts égales entre sépharades et ashkénazes. Elle est concentrée dans les grandes villes, essentiellement à Bogotá, mais est aussi présente à Cali, Medellín et Barranquilla. Le pays compte 9 synagogues, dont 4 à Bogotá, dans lesquelles officient 12 rabbins au service d'une communauté allant de l'orthodoxie au traditionalisme.

## Autres
Une minorité de la population se réclame des Témoins de Jéhovah, de l'Adventisme, du  Mormonisme ou de l'Universalisme unitarien.
On trouve en Colombie quelques groupes d'origine bouddhiste et taoïste. 
Dans les communautés indigènes, généralement comptabilisées comme catholiques, on peut rencontrer des pratiques ancestrales propres à chaque peuple, dans beaucoup de cas en syncrétisme avec le catholicisme et plus rarement de manière isolée.